# Politică militară
Politica militară (numită și  politică de apărare) este politica  publică  care se ocupă cu securitatea internațională și cea militară. Ea cuprinde măsurile și inițiativele pe care guvernele  le realizează sau nu  în ceea ce privește luarea deciziilor cât și  obiectivele strategice, cum ar fi de ex., când și în ce mod să se angajeze forțele armate naționale.
Politica militară este folosită pentru a asigura implicarea independenței în dezvoltarea națională, și pentru reducerea greutăților impuse de actori ostili și agresivi externi. Ministerul Apărării (sau o organizație sinonimă guvernamentală) este principalul factor de decizie în politica militară națională.

## Scop
Politica militară identifică, bazându-se pe  analiză de informații, amenințările de ostilitate și agresiune și definește domeniul militar al securității naționale, [[alianță de apărare|alianțelor de  apărare], pregătirii de luptă, organizării militare a forțelor naționale și utilizarea în context a tehnologiei militare.
Politica militară națională definește strategia de apărare națională, momentul angajării forțelor armate naționale. Politica militară națională, de asemenea, definește postura strategică, "modul cum", față de orice posibilă amenințare asupra  teritoriului național,  societății, mediului și/sau economiei  acestuia, și definește opțiunile disponibile pentru a face față acestor amenințări. Cu cât sunt  mai multe opțiunile oferite  pe care  o politică militară le oferă guvernului, cu atât mai bine (mult) este luată în considerare  formularea sa. Postura strategică la rândul său, definește doctrina militară  a forțelor armate. Această doctrină poate include raportări la amenințări cu care se confruntă interesele naționale, și care  sunt situate în afara teritoriului național, cum ar fi căi maritime  de transport. 

## Dezvoltare
O politică militară este creată prin procesul politicii militare de luare a deciziilor organizatorice importante, inclusiv identificarea priorităților și alternativelor diferite, cum ar fi personalul de apărare și programele tehnologice sau  prioritățile bugetare și alegând între ele în funcție de impactul pe care acestea le pot avea asupra dezvoltării naționale în ansamblu.